# レイン・ソング
「レイン・ソング」 (The Rain Song) は、イギリスのロックグループ、レッド・ツェッペリンの楽曲。1973年、彼らの第5作アルバム『聖なる館』のA面2曲目に収められて発表された。作詞作曲はジミー・ペイジとロバート・プラント。レコードでの演奏時間は7分39秒。

## 概要
1972年初め、ペイジ宅に新設したスタジオで作曲した。非常に緻密なアレンジの施された曲である。ある日、ジョン・ボーナムがジョージ・ハリスンと話をしていた時にハリスンが「きみたちのいけないところはバラードを全然やらないところだ」と言ったことをペイジが知り、作曲に至った。
アコースティックギターとエレクトリックギターとが刻むリフに始まり、メロトロン、エレクトリックベース、ピアノ、ドラムスが順次加わって大きな盛り上がりを見せ、最後は再びギターだけの合奏になって静かに結ばれる。ジョン・ポール・ジョーンズの演奏するストリングス風メロトロンの響きが大変印象的であり、その曲想から、製作中は「Slush」という仮題が付けられていた。
この曲のギターは特異な変則チューニング（D-G-C-G-C-D／「オープンGsus4」とでも呼ぶべきか）となっており、随所で開放弦の豊かな響きを聞かせる。

## ステージ・パフォーマンス
『聖なる館』の発売に先立って、1972年の日本公演で初演。これ以降1975年まで『聖なる館』の曲順どおりに「永遠の詩」とのメドレーの形で演奏された。ペイジは「永遠の詩」から素早く移行するために、有名なダブルネック・ギター（ギブソン・EDS-1275）を使用し、ジョーンズはメロトロンの傍らフットペダルでベース音を演奏した。
1977年のツアーではレパートリーから外されたが、1979年からは単独で復活した。この際もペイジはEDS-1275を使用した。またジョーンズはメロトロンに替えてヤマハ・GX-1でストリングスパートを演奏した。